# Binda

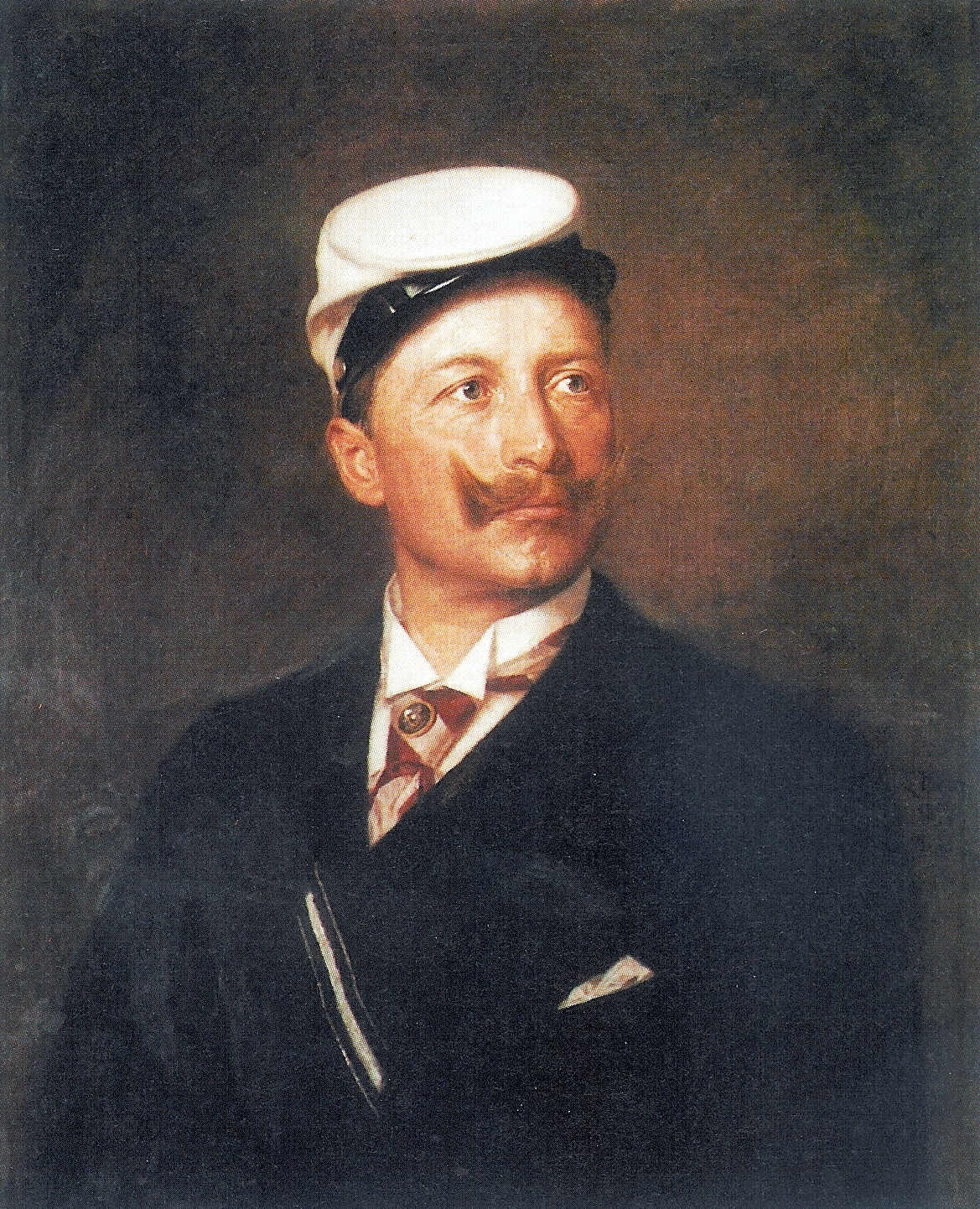
Wilhelm II z podkręconymi wąsami utrwalonymi bindą

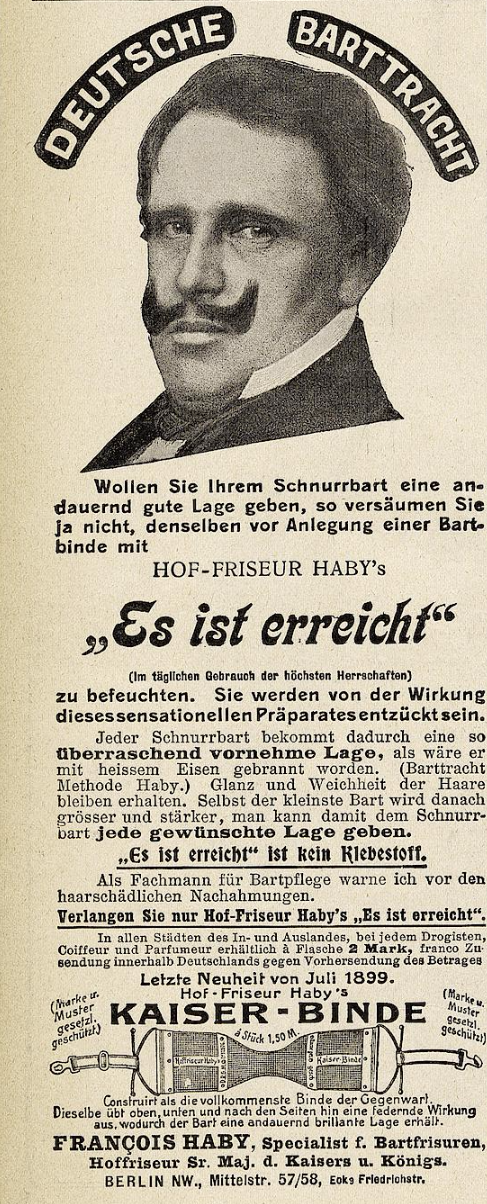
Reklama pomady (1900 r.) z rysunkiem bindy (u dołu)

Binda (z niem. Binde – opaska) – opaska do podwiązywania wąsów dla nadania im odpowiedniego kształtu.
Mocowaną z tyłu głowy lub do uszu przy pomocy tasiemek albo gumki, zakładano ją na noc na wąsy dla utrzymania ich kształtu po uprzednim nałożeniu na nie pomady (fiksatuaru). Wkładano ją też np. na kilka godzin przed przyjęciem, by utrwalić pożądany kształt wąsów.
W drugiej połowie XIX wieku zarost (broda i wąsy) świadczył o stateczności i powadze mężczyzn (młodych i niedoświadczonych nazywano lekceważąco „gołowąsami”). Musiał być jednak nieprzesadny i starannie pielęgnowany (nacierany pomadą, również barwiony na czarno, gdy przybywało siwizny). Binda nie tylko utrwalała nadany kształt wąsów, ale też chroniła pościel przed zanieczyszczeniem użytym czernidłem (szwarcpomadą) i fiksatuarem. Wraz z nastaniem mody na cienkie wąsy (tzw. mysi ogon) Napoleona III czy później na podkręcone wąsy Wilhelma II, binda była niezbędna dla utrwalenia ich w tej formie. 
Zaprzestano jej używania po nadejściu mody na gładko wygolone twarze w dwudziestoleciu międzywojennym.
W stroju kobiecym pierwszej połowy XVIII wieku bindą nazywano również zdobiącą szyję obróżkę z marszczonych koronek (np. gipiury) bądź wstążek (riuszek), która uzupełniała ówczesną toaletę damską.